# Julia Pirotte
Julia Pirotte (1. ledna 1908 Końskowola – 25. července 2000) byla fotoreportérka známá svou prací v Marseille během 2. světové války, když dokumentovala francouzský odpor a fotografiemi dokumentující důsledky Kieleckého pogromu z roku 1946.

## Život a dílo
Narodila se 1. ledna 1908 v polské obci Końskowola s rodným jménem Gina Diament. Pirotte vyrůstala v židovské rodině z dělnické třídy ve Varšavě. V roce 1934 emigrovala do Belgie, kde se provdala za Jeana Pirotta a studovala fotografii. V květnu 1940 po německé okupaci Belgie a deportaci svého manžela Pirotte zamířila do jižní Francie. Tam hrála aktivní roli v židovských a francouzských odbojových skupinách. Umístěna v Marseille působila jako fotoreportérka pro Dimanche Illustré a sloužila jako kurýr pro zbraně, falešné doklady a publikace undergroundu. Během této doby pořídila četné fotografie dokumentující život v rámci Vichyho režimu. Jako členka partyzánské skupiny Francs Tireurs et Partisans mohla fotografovat odbojovou činnost Makistů v létě roku 1944 a následné osvobození Marseille.
Po válce se vrátila do Polska jako fotoreportérka pro polský časopis Żołnierz Polski. Během tohoto období dokumentovala následky Kielckého pogromu z 4. července 1946 a zúčastnila se Světového kongresu intelektuálů za mír roku 1948 ve Vratislavi, přičemž pořídila portréty Pabla Picassa, Irène Joliot-Curie nebo Dominiqua Desantiho. Pirotte navštívila Izrael v roce 1957. Později si vzala Jefima Sokolskiho, polského ekonoma, který zemřel v roce 1974. V pozdějších letech často cestovala do Belgie, Francie a Spojených států, kde v roce 1984 newyorské Mezinárodní centrum fotografie hostilo výstavu jejích děl.
Je pohřbena na hřbitově Powązki ve Varšavě.
V roce 2008 se v Národní galerii umění Zachęta ve Varšavě konala výstava Polské fotografky 20. století, která představila tvůrčí počiny padesáti polských dokumentaristek od 70. let 20. století, kde byly také prezentovány fotografie Julia Pirotte. Mezi dalšími vystavujícími byly například: Małgorzata Apathy,
Anna Beata Bohdziewicz,
Anna Brzezińska-Skarżyńska,
Anna Chojnacka,
Zofia Chomętowska,
Maria Chrząszczowa,
Maria Antonina Czaplicka,
Irena Elgas-Markiewicz,
Krystyna Gorazdowska,
Helena Hartwigová,
Joanna Helander,
Wanda Herse,
Halina Holas-Idziakowa,
Irena Jarosińska-Małek,
Irena Kummant-Skotnicka, Krystyna Łyczywek, Bożena Michalik, Maria Kietlińska, Janina Mierzecka, Janina Mokrzycka, Anna Musiałówna, Zofia Nasierowska,
Fortunata Obrąpalska, Danuta Rago, Jadwiga Rubiś, Zofia Rydet, Jadwiga Wolska nebo Bolesława Zdanowska.

## Rodina
Její rodiče byli Boruch a Sura Diamentovi. Její sestra se jmenovala Mindla Maria Diament (1911 - 24. srpna 1944), byla také členkou francouzského odporu, byla zajata, mučena a popravena Vichyho režimem.

## Galerie

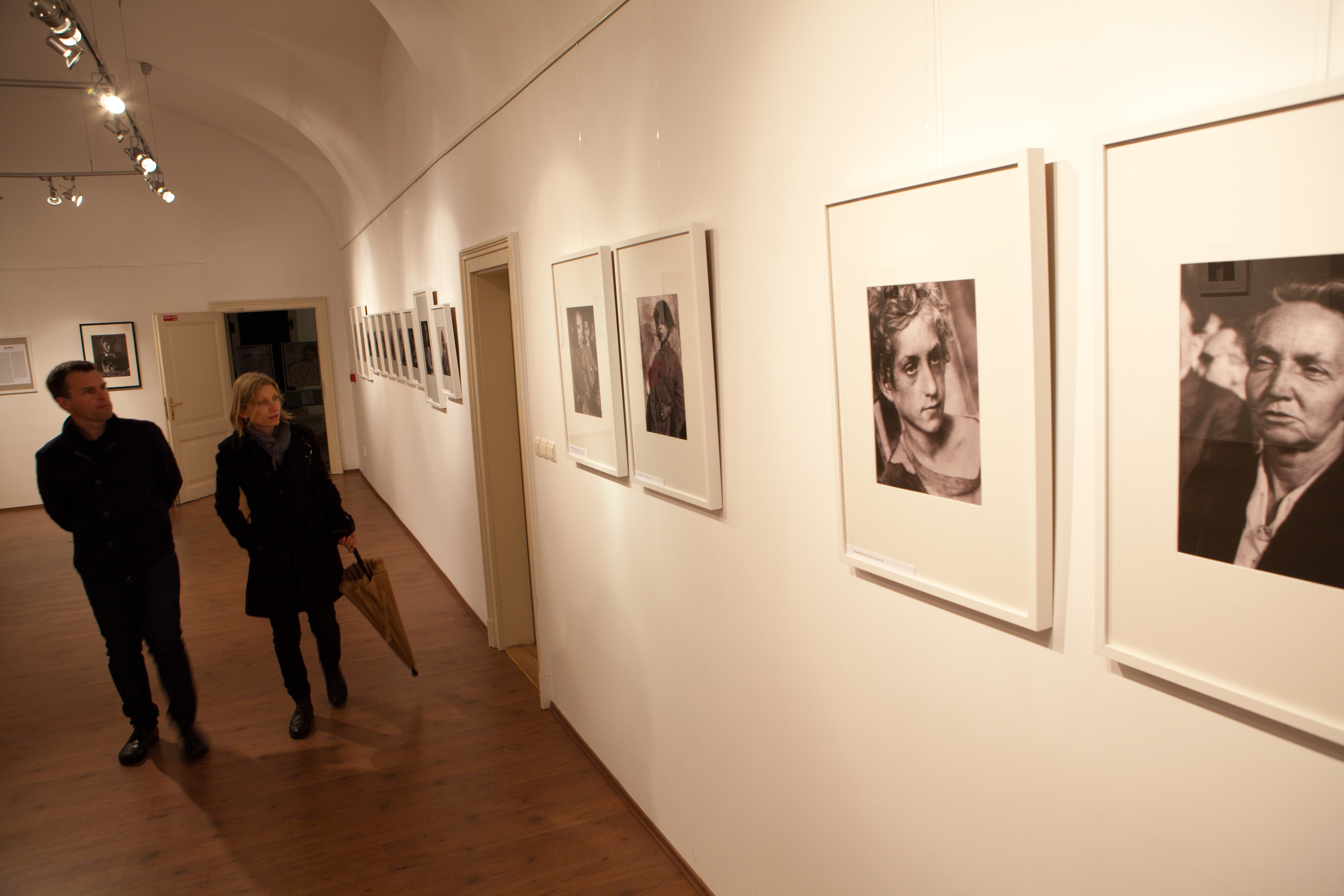
Měsíc fotografie Bratislava 2013
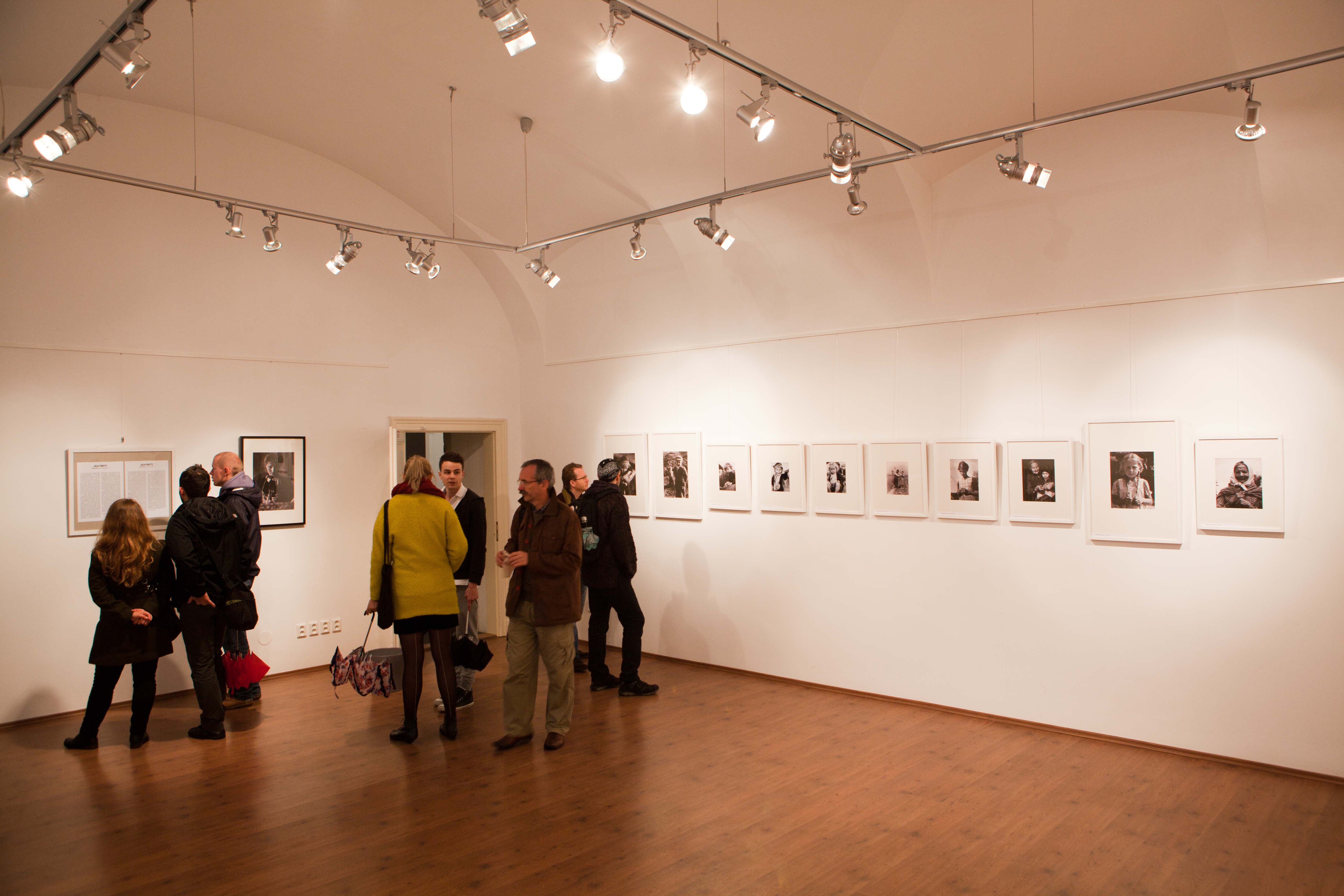
Měsíc fotografie Bratislava 2013
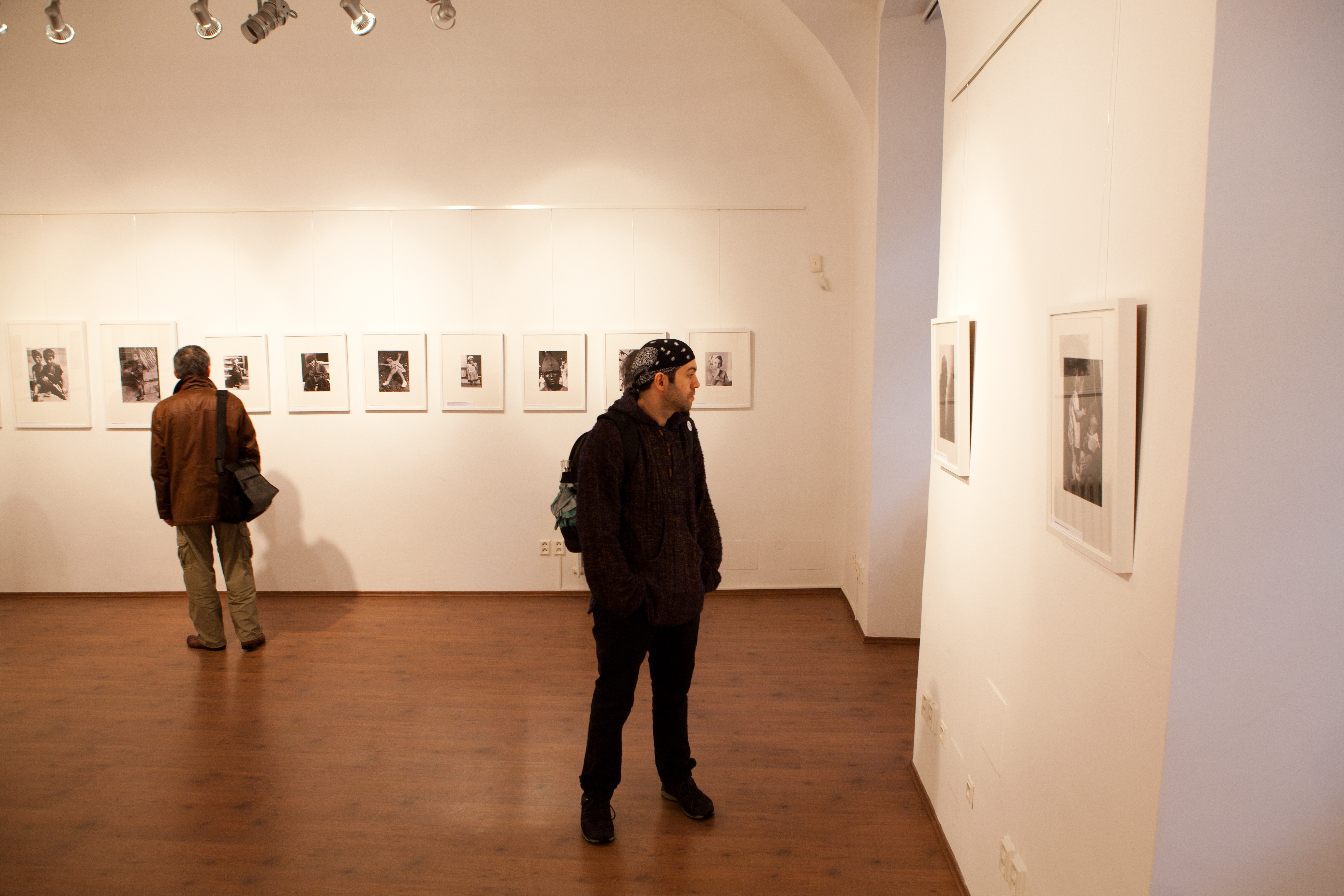
Měsíc fotografie Bratislava 2013
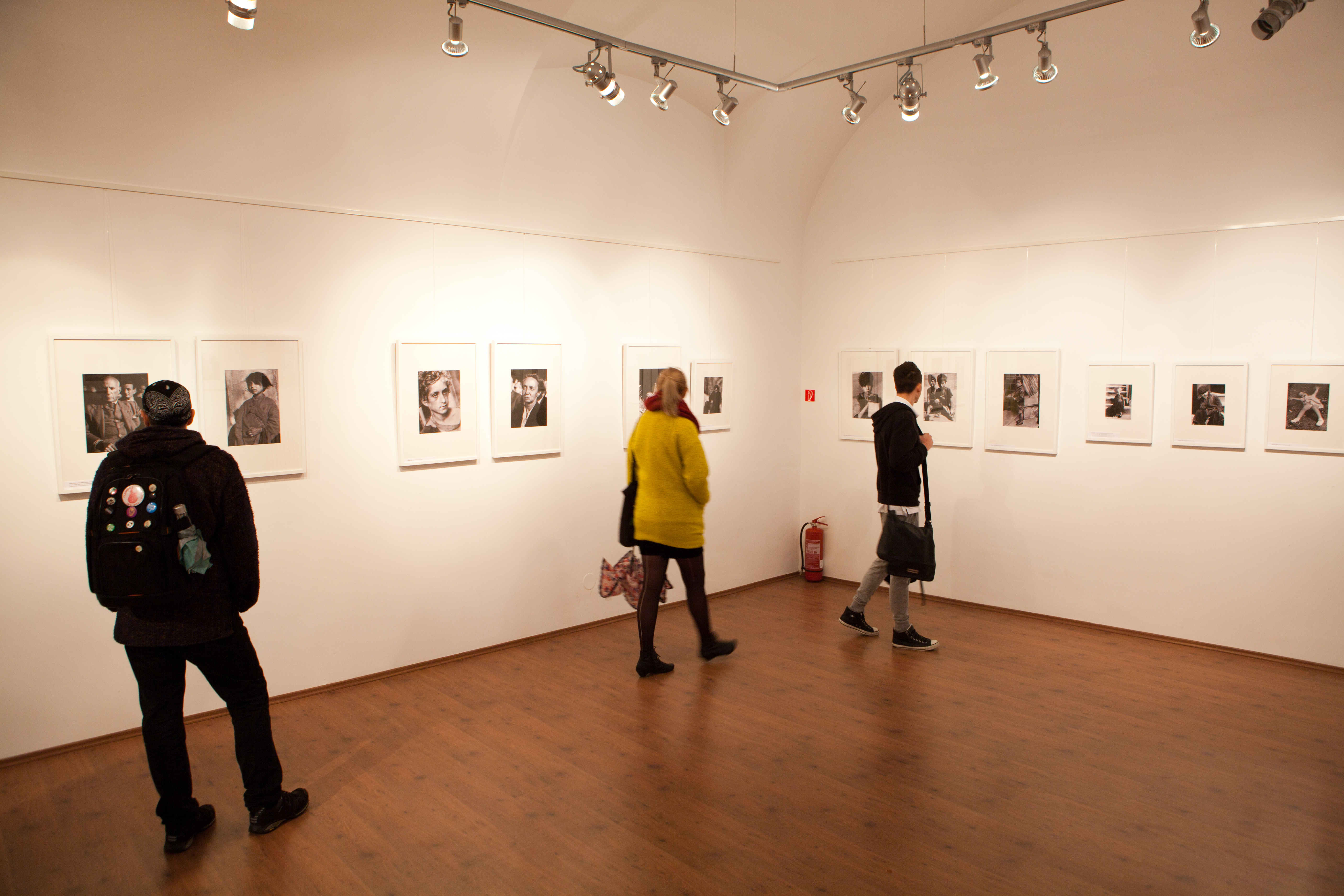
Měsíc fotografie Bratislava 2013